# Corneulia
Corneulia là một chi bướm đêm thuộc phân họ Tortricinae của họ Tortricidae.

## Các loài
- Corneulia elata Razowski & Becker, 1999